# Malaxis spicata
Malaxis spicata är en orkidéart som beskrevs av Olof Swartz. Malaxis spicata ingår i släktet knottblomstersläktet, och familjen orkidéer. Inga underarter finns listade i Catalogue of Life.